# Conus novaehollandiae
Conus novaehollandiae é uma espécie de gastrópode do gênero Conus, pertencente à família Conidae.